# Montée de la Grande-Côte
Die Montée de la Grande-Côte (auch: Montée de la Grand’Côte) ist ein Straßenzug im 1. Arrondissement von Lyon, der das Viertel Terreaux mit der Hochebene von La Croix-Rousse verbindet.

## Namensherkunft
Im Mittelalter war es üblich, die Straßen nach ihrer Funktion oder Lage zu benennen. Wegen des starken Anstiegs der Straße, bürgerte sich der Name «Montée de la Grande-Côte» (deutsch etwa: Aufstieg zum steilen Hügel) ein. Eine Zeit lang galt auch die Schreibweise ... de la Grand’Côte.

## Geschichte
Im Mittelalter war diese Straße noch ein Feldweg, gesäumt von Feldern und Weinbergen. Ab dem 16. Jh. wurde daraus eine wichtige Verbindungsstraße aus dem Norden zur Presqu’île vom Porte Saint-Sébastien oder von La Croix-Rousse; die Besiedlung entlang des Weges begann. Großartige Gebäude mit gekuppelten Fenstern zeugen von jener Zeit. Auf dem Rest des Hügels begann die Bebauung erst ab dem 17. Jh.
Während der übrige Hang und La Croix-Rousse vor allem von religiösen Kongregationen besiedelt wurde, ließen sich an der Grand’Côte schon zahlreiche Seidenweber (französisch Canuts) nieder. 1788 werden 705 Webereien gezählt. Die Zahl der Niederlassungen nahm mit der Besiedlung ständig zu.
Die Grand’Côte wurde somit zur Hauptverkehrsader für die Arbeiter, die nach Lyon gingen ins Viertel der Capucins (Das Viertel der Händler und der Condition des soies). Besonders während des Aufstands der Seidenweber 1831 spielte diese Straße eine Rolle.
Von 1854 bis 1930 verschmolz die Montée de la Grande Côte mit der Rue des Pierres Plantées.
In den letzten Dekaden des 20. Jh. zerstörte eine Politik der urbanen Erneuerung den oberen Teil des Hanges und der angrenzenden Viertel. Es entstand somit eine sichtbare Lücke im Beisiedlungsbild.
Einige Teile sind zur Fußgängerzone geworden. Der höher gelegene Abschnitt wurde umgewandelt: Treppen, Gartenanlagen und Terrassenanlagen bieten eine Panoramasicht auf Lyon.
Allein der Teil zwischen der Rue des Tables Claudiennes und der Rue Burdeau hat seinen ursprünglichen Charakter behalten.

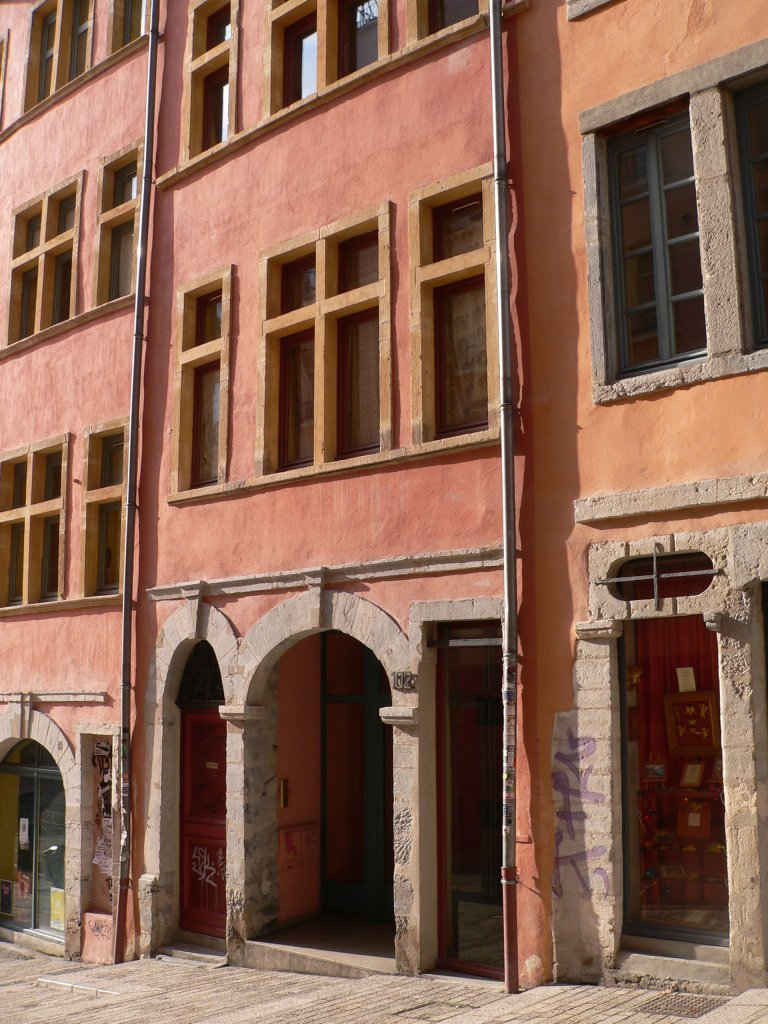
Altes Gebäude
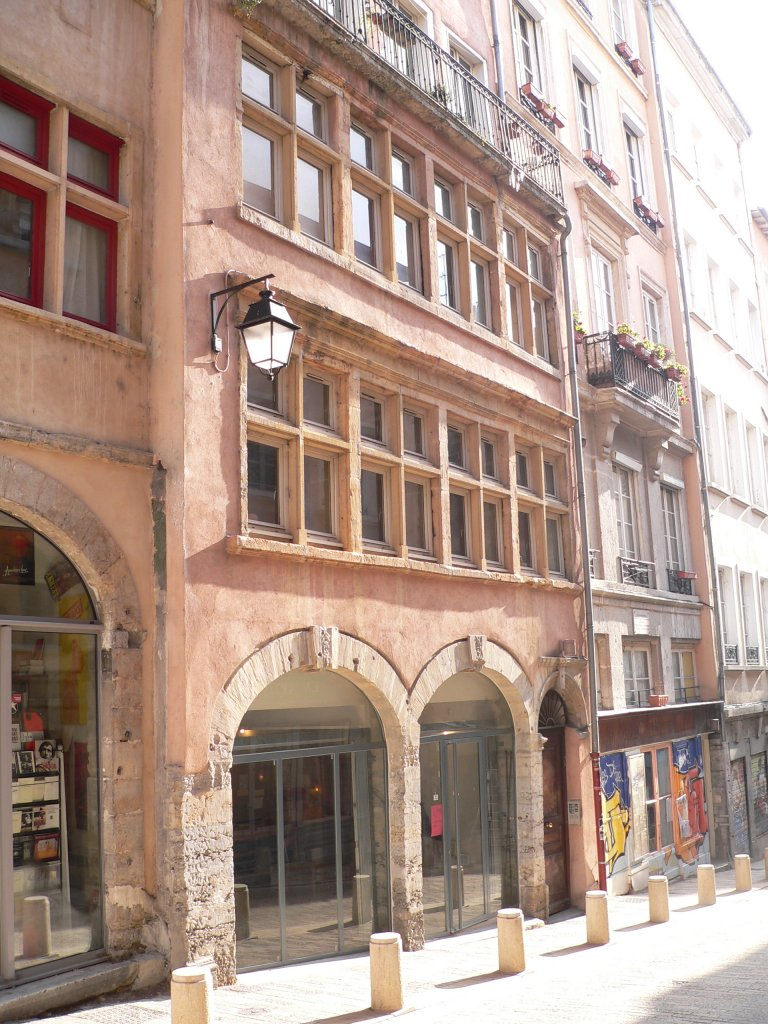
Fenster mit Pfosten - Beginn de la Grande Côte
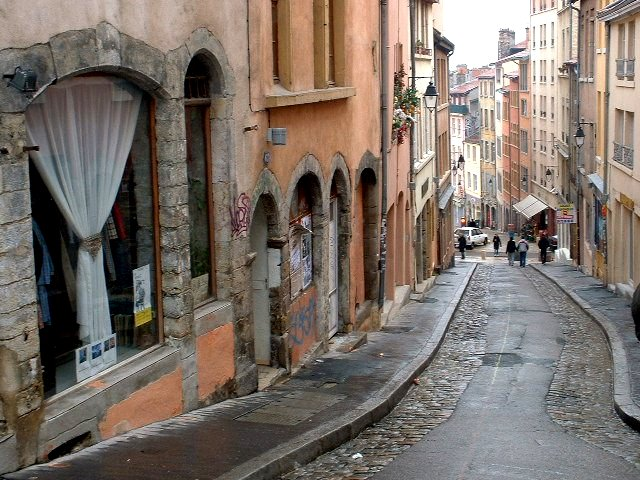
Der Anstieg vor der Renovierung im Jahr 2000
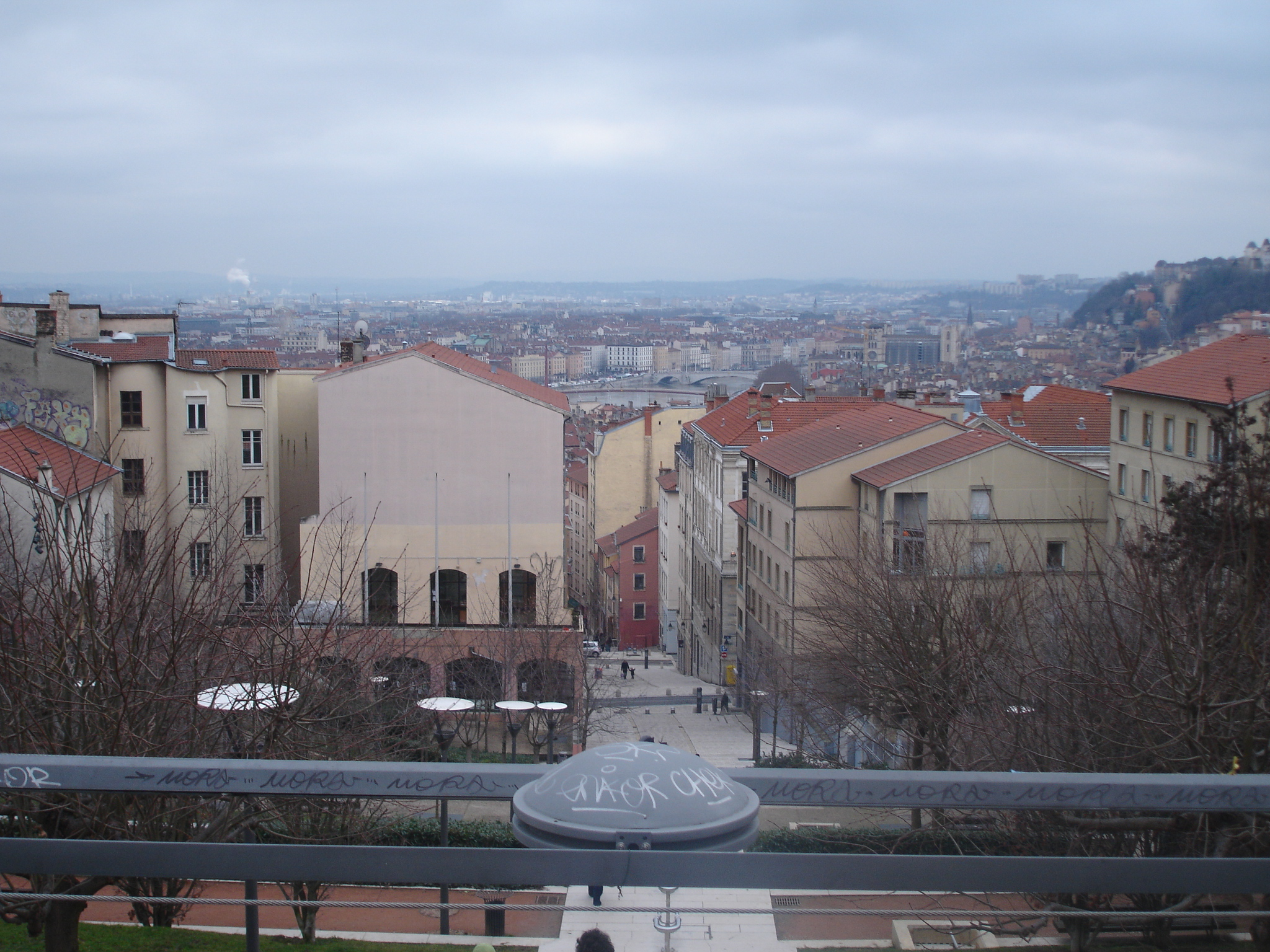
Sicht auf Lyon von der oberen Gartenanlage

### Erste französische Konsumgenossenschaft
Am Beginn der Montée de la Grande-Côte (Hausnummer 95) entdeckt man folgendes Schild: «Ici fut fondée en 1835 par Michel Derrion et Joseph Reynier la première coopérative française de consommation Le commerce véridique et social». Tatsächlich gab es hier 1835 einen „Konsum“ (Lebensmittelgeschäft), weit vor der Bewegung Rochdale in England.

### La Pantoufle de Berliet
1895 montierte Marius Berliet sein erstes Auto im Anwesen der Familie in La Croix-Rousse, den Pantoufle. Der Versuch startete auf der Montée de la Grande-Côte, endete aber im Schaufenster eines Feinkostladens.

## Traboules und andere Besonderheiten
- 9, 11, 13 montée de la Grande Côte - 2, 6 rue Pouteau : Hof und «aufwärts» Traboule, offen, Ensemble von 1986. Sehr gute Sicht auf den Fourvière und den Süden der Stadt, zwei offene Höfe, vier Eingänge und östlichem Ausgang.
- 59 montée de la Grande Côte - 8 rue Capponi : Traboule–Umweg, «aufsteigend» am Hügel, offen. Eintritt in einem kleinen Haus um einen Hof zu überqueren. Traboule geschlossen.
- 69 montée de la Grande Côte - 11 rue Burdeau : Traboule–Umweg, «aufsteigend» am Hügel, offen. Kleines, altertümliches Haus, zweigeschossig. Abstieg über eine Wendeltreppe. Traboule geschlossen.
- 89 montée de la Grande Côte : Es gab eine Statue Jungfrau mit Kind in eine Nische aus Zink und mit imitiertem Faltenwurf. Das Kind verschwand 1902, die Jungfrau 1907.[8]
- 100 montée de la Grande Côte: Säulenfenster aus dem 13. Jh.
- 102 montée de la Grande Côte : Lange Allee, die in einen Hof über der Rue de la Terme mündet.
- 118 montée de la Grande Côte - 7 rue Terme : Traboule in einem einstöckigen Haus. Abstieg über zwei dunkle Etagen in einen engen Flur. Ein bescheidenes Bauwerk mit schmiedeeiserner Verzierung in der ersten Etage.